# Roben Nsue
Roben Obama Nsue Ondo (sinh ngày 21 tháng 6 năm 1993), hay Rubén Darío, là một cầu thủ bóng đá người Guinea Xích Đạo thi đấu cho câu lạc bộ Ethiopia Dedebit F.C. ở vị trí tiền đạo.

## Sự nghiệp câu lạc bộ
Sinh ra ở Ebeiñ-Yenkeng, Niefang, Centro Sur, Rubén Darío trải qua 5 mùa giải ở Atlético Malabo. Anh là vua phá lưới của Equatoguinean Second Division năm 2008 với 12 bàn và của Giải bóng đá ngoại hạng Guinea Xích Đạo năm 2012 với 16 bàn thắng.
Mùa giải 2013, anh ký hợp đồng với Leones Vegetarianos, một câu lạc bộ khác của Malabo.

## Sự nghiệp quốc tế
Vào ngày 8 tháng 1 năm 2015, Rubén Darío nằm trong danh sách 23 cầu thủ của Esteban Becker tham dự Cúp bóng đá châu Phi 2015. Anh ra mắt quốc tế 17 ngày sau khi vào sân ở hiệp hai trong chiến thắng 2-0 trước Gabon.

## Thống kê

### Quốc tế
Tính đến 25 tháng 1 năm 2015
| Guinea Xích Đạo | Guinea Xích Đạo | Guinea Xích Đạo |
| Năm             | Số trận         | Bàn thắng       |
| --------------- | --------------- | --------------- |
| 2015            | 1               | 0               |
| Tổng cộng       | 1               | 0               |

## Danh hiệu

### Câu lạc bộ
Atlético Malabo
- Equatoguinean Second Division: 2008

Leones Vegetarianos
- Cúp bóng đá Guinea Xích Đạo: 2014